# Phiomyidae
Phiomyidae — родина доісторичних гризунів з Африки та Євразії. Дослідження 2011 року віднесло Gaudeamus до нової родини Gaudeamuridae.

## Роди
- Acritophiomys
- Andrewsimys
- Elwynomys
- Gaudeamus
- Phiomys